# Elek Gyula Aréna
Az Elek Gyula Aréna egy budapesti sport- és rendezvénycsarnok, mely a Ferencvárosi Torna Club több szakosztályának is otthont ad.

## Története
A Ferencváros kézilabdázói korábban a Faháznak nevezett, 200 fő befogadására alkalmas teremben rendezték mérkőzéseiket, a fontosabb meccseknek pedig a Budapest Sportcsarnok és az Elektromos Népfürdő utcai csarnoka adott otthont. A jelenlegi csarnok eredetileg a Ganz sportcsarnokának készült, de az építkezés leállt és sokáig csak az épület váza állt. A munkákat már az FTC részére 1995-ben kezdték folytatni és 1997-ben készült el. A csarnok megnyitóján, 1997. február 23-án két mérkőzést is rendeztek: elsőként a Fradi női kézilabdázói léptek pályára, akik 33-10-re győzték le a Kisvárda együttesét, ezt követően pedig a női kosárlabdázók 83-62-re bizonyultak jobbnak a Zala Volánnál.
2010 és 2012 között a létesítmény a kézilabdázók támogatója után az Főtáv-FTC Kézilabda Aréna nevet viselte.
2012. augusztus 31-én a sportcsarnokot ünnepélyes keretek között átkeresztelték Elek Gyula Arénának, emléket állítva a Ferencváros korábbi jeles kézilabda-edzőjének, Elek Gyulának. Az aréna névtábláját a klub egykori két kiváló kézilabdázója, a válogatottal 1965-ben világbajnoki címet szerző Giba Márta és Bognár Erzsébet leplezték le.
2016 nyarán megújult a csarnok. A külső homlokzat és a nyílászárók felújításra kerültek. Új öltözőket hoztak létre. Az eredményjelző, a hangosítás, a világítás, az elektromos hálózat és a lelátói székek cseréjére is sor került. A pálya parkett burkolata a játékosok és az edzők kérésére megmaradt. A csarnokot 2016. november 9-től használhatják újra a sportolók.

## Technikai adatok
- Burkolata: parketta
- Öltözők száma: 6
- Felszereltség: leengedhető kosárlabdapalánk, elektromos eredményjelző, színpad, sajtótájékoztató szoba, VIP szobák, ruhatár, büfé, wi-fi internetkapcsolat, 55 személygépkocsi befogadására alkalmas parkoló.
- Sportágak:
  - kézilabda
  - teremlabdarúgás (futsal)
  - röplabda
  - kosárlabda
  - teke
- Egyéb:
  - konferenciák
  - szalagavatók
  - gálák
  - esküvők[4]